# لجستیک بشردوستانه
لجستیک بشردوستانه (به انگلیسی: Humanitarian logistics) فرایند برنامه‌ریزی، مدیریت و کنترل کارای جریان امداد، اطلاعات و خدمات از مبدأ به مقصد به منظور برآورده کردن نیازهای ضروری افراد آسیب‌دیده در شرایط اضطراری است. هدف لجستیک اضطراری پاسخ به نیازهای افراد آسیب‌دیده و جلوگیری از گسترش دامنه بحران است. 
لجستیک بشردوستانه در واقع انجام اقدامات لازم به منظور توزیع کمک‌های لجستیکی بشردوستانه در هنگام بروز حوادث غیرمترقبه مانند سیل، زلزله، جنگ و … است. این نوع لجستیک که تحت عنوان لجستیک اضطراری (Emergency Logistics) و لجستیک بحران (Crisis Logistics) نیز از آن یاد می‌شود، در سال‌های اخیر مورد توجه پژوهشگران زیادی قرار گرفته است. 

## فرآیندهای لجستیکی در بروز حوادث طبیعی و غیرمترقبه
دو نوع فرآیند لجستیکی در بروز حوادث طبیعی و غیرمترقبه جریان دارد: لجستیک بلایا و لجستیک بشردوستانه. هر چند هر دو در راستای یک هدف هستند، ولی لجستیک بلایا مبتنی بر زیرساخت‌های دایمی از پیش تدارک دیده و عمدتا دولتی است و لجستیک بشردوستانه تلاش می‌کند با مدیریت زنجیره‌های داوطلبانه، مسیر کمک‌ها، پرسنل، اقلام و اطلاعات به مناطق آسیب‌دیده را باز نگه دارد.  
لجستیک بشردوستانه با بلایای طبیعی (مانند زلزله، سونامی، طوفان، گردباد، انفجار ابر، سیل، رانش زمین، خشکسالی و قحطی) و بلایای انسانی (مانند نشت مواد شیمیایی، انفجارهای در مقیاس بزرگ، حملات تروریستی، بحران پناهندگان، و موقعیت‌های جنگی) یا ترکیبی از چندین فاجعه که ممکن است که به‌طور همزمان رخ دهد. در چنین شرایط فاجعه ‌ای، کارایی عملیات امداد بشردوستانه تا حد زیادی به تدارکات بشردوستانه بستگی دارد. گاهی اوقات، تاثیر نامطلوب فاجعه ممکن است به حدی باشد که دولت و سایر گروه‌های ذینفع ممکن است تحت تاثیر مقیاس فاجعه قرار گیرند و کمک‌های بشردوستانه و عملیات واکنش ممکن است ضعیف و ناکارآمد باشند، بنابراین، مهم است که ذینفعان مختلف نقش خود را در کمک‌های بشردوستانه و واکنش اضطراری درک کرده و گام‌های مناسبی را برای پاسخ‌گویی موثر به‌ منظور کاهش اثرات نامطلوب فاجعه بر جامعه آسیب‌‌دیده بردارند. 

## لجستیک بلایا
اقدامات لجستیکی در بحران‌هایی مانند زلزله شامل فعالیت‌هایی مانند تامین تجهیزات، انبارداری و نگهداری، مدیریت ناوگان، مدیریت ابزار و مواد و حمل‌و‌نقل افراد، مدیریت دارایی، مدیریت تاسیسات، امنیت، اطلاعات و مدیریت و ارتباطات است.
مدیریت بلایا دوره‌های قبل، حین و بعد از فاجعه را پوشش می‌دهد. هدف مدیریت بلایا پس از نجات جان افراد، پیشگیری و کاهش خسارات فیزیکی و اقتصادی در یک کشور است. هدف دیگر کاهش رنج مردم و تسریع روند بازسازی است. اساس یک عملیات کمک‌رسانی موفق به تحویل به موقع، متعادل و سریع‌ترین مواد و تجهیزات کمکی بستگی دارد.
لجستیک بلایا جریان کارآمد کمک‌ها را تضمین می‌کند. زیرا در مناطق حادثه‌دیده فعالیت‌های لجستیکی مهمترین بخش عملیات کمک‌های بشردوستانه و مدیریت بلایا را تشکیل می‌دهد.

## لجستیک بشردوستانه
فرآیند لجستیک بشردوستانه با درگیری بازیگران مختلف در مکان‌های مختلف پیچیده است. به بیان دقیق‌تر، این فرآیند بازیگران مختلف از جمله اهداکنندگان، سازمان‌های کمک محلی/بین المللی، دولت‌های محلی و ذینفعان را به هم مرتبط می‌کند. در این فرآیند سه جریان اساسی وجود دارد: جریان مواد، جریان پول و جریان اطلاعات.
- جریان کالا: جریان محصولات از اهداکنندگان به ذینفعان، از جمله غذا، پتو، دارو، و آب، و جریان معکوس محصولات برگشتی پس از بلایا.
- جریان اطلاعات: شامل پیش‌بینی تقاضا، ارسال سفارش و گزارش وضعیت سفارش برای اطمینان از آمادگی و ارتباطات است.

- جریان پول: شامل چک، پول نقد و اسناد پرداخت مانند اعتبار اسنادی، فاکتور و قراردادهای تجاری است.

## تفاوت لجستيک بشردوستانه با لجستيک تجاری
منظور از لجستیک تجاری، فعالیت‌های لجستیکی است که در قالب روش جاریهایی منظم و روتین در سازمان‌ها انجام می‌شود. این‌گونه فعالیت‌های لجستیکی در شرایط اطمینان انجام گرفته و سازمان‌ها، فرصت لازم برای تدارک و برنامه‌ریزی این فعالیت‌ها را دارند. در حالی که فعالیت‌های لجستیک اضطراری در شرایط عدم اطمینان و پیچیده صورت گرفته و می‌بایست در کمترین زمان ممکن تدارک دیده شوند. به‌طور کلی وجوه تمایز لجستیک اضطراری از لجستیک تجاری را می‌توان در موارد زیر خلاصه کرد:
- صحت در اطلاعات مرتبط با تقاضا
- به هنگام بودن توزیع ذخایر امداد به سختی قابل کنترل است.
- مدیریت منابع (به علت غیرقطعی بودن محیط لجستیک اضطراری) یک چالش است.
- عدم قطعیت زیاد (مسیرهای غیرقابل استفاده، مباحث ایمنی، تغییر در ظرفیت تسهیلات، عدم قطعیت تقاضا).
- ارتباطات و هماهنگی پیچیده (آسیب به خطوط ارتباطی، درگیر شدن بسیاری از اشخاص ثالث، دولت و شهروندان، عدم دسترسی به اطلاعات فوری و دقیق تقاضا)
- دشوار بودن تحویل به موقع و کارامد
- وارد عمل شدن سازمان‌های مختلف[۲]

برای تحلیل و بررسی بیشتر لجستیک بشردوستانه یا لجستیک اضطراری لازم است ابتدا با مفهوم کلان‌تری به نام سیستم مدیریت بحران آشنا شویم. چرا که در واقع لجستیک بحران بخشی از سیستم کلان‌تری به نام سیستم مدیریت بحران است. 